# Wu Shuang Pu

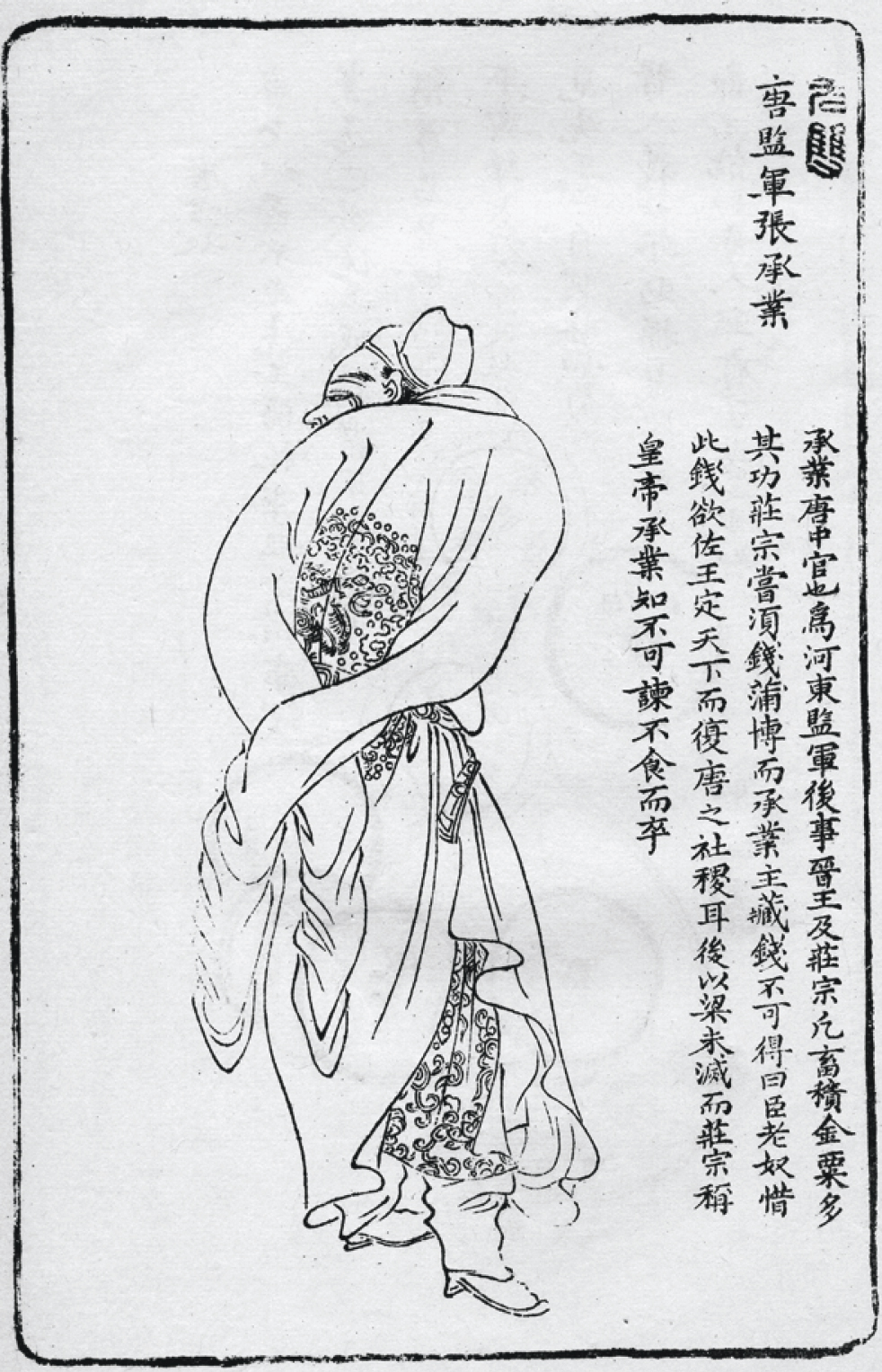
Zhang Chengye conforme retratado em Wu Shuang Pu (無雙 譜, Tabela dos Heróis Inigualáveis) de Jin Guliang

Wu Shuang Pu (無雙 譜; Tabela dos Heróis Inigualáveis / Table of Peerless Heroes) é um livro de 1694 de gravuras em xilogravura do pintor Jin Shi (金 史), cujo nome de cortesia é Jin Guliang (金 古 良). Este livro contém as biografias e retratos imaginários de 40 notáveis chineses da Dinastia Han à Dinastia Song, guiados por um poema relacionado. As ilustrações do livro foram amplamente distribuídas e reutilizadas, inclusive em trabalhos de porcelana. Jin Guliang estava seguindo os exemplos de Cui Zizhong (崔子忠), que iniciou o primeiro grande renascimento da pintura de figuras desde a Dinastia Song. Foi também inspirado pelo pintor Chen Hongshou (陳洪綬; 1599-1652). Jin desenvolveu o livro junto com o entalhador Zhu Gui (朱 圭). Jin diz em seu livro que esses heróis não têm paralelo, Wu (no) Shuang (paralelo) Pu (livro), esses heróis são incomparáveis.
Jin Guliang (c. 1625-1695); pinyin: Jīn Gǔ Liáng, nasceu durante o reinado do Imperador Tianqi em Shanyin (mais tarde rebaptizado Shaoxing, província de Chequião na China) e morreu durante o período Kangxi por volta dos 70 anos de idade. O livro original tem um sinete de Nanling, daí o livro ser também chamado Nanling Wu Shuang Pu. Uma segunda edição deste livro, de 1699, encontra-se no Museu Nacional da China. Em Janeiro de 2006, um livro original pintado à mão por Wu Shuang Pu foi vendido na casa de leilões Chongyuan em Xangai por CNY 2,86 milhões, aproximadamente 375.000 euros.
O estudioso e filólogo Mao Qiling (毛奇齡, 1623-1716) elogiou o livro, considerando-o uma trindade; um livro de poemas e gravuras.

## Biografias incluídas
| nº | Nome   | Tradução                                                                                                 |
| -- | ------ | --- |
| 1  | 张良   | Zhang Liang (c. 250-189 a.C.) (Zhang Zifang 张子房, Liu Hou 留侯)                                        |
| 2  | 项羽   | Xiang Yu (232-202 a.C.) (Xichu Bawang 西楚霸王)                                                          |
| 3  | 伏生   | Fu Sheng (c. 268-178 a.C.)                                                                               |
| 4  | 东方朔 | Dongfang Shuo (154-93 a.C.) (Dong Fang Man Qian 东方曼倩)                                                |
| 5  | 张骞   | Zhang Qian (164-114 a.C.)                                                                                |
| 6  | 苏武   | Su Wu (140-60 a.C.) (Su Si Qing 苏子卿)                                                                  |
| 7  | 司马迁 | Sima Qian (c. 145-86 a.C.) (Long Men Si 龙门司, Ma Qian Si 马迁司, Ma Zi Chang 马子长)                   |
| 8  | 董贤   | Dong Xian (23-1 a.C.)                                                                                    |
| 9  | 严子陵 | Yan Zi Ling (c. 0-75) (Yan Xiansheng 严先生, Yan Guang 嚴光)                                             |
| 10 | 曹娥   | Cao E (c. 130-143) (Cao Xiaonü 曹孝女)                                                                   |
| 11 | 班超   | Ban Chao (32-102) (Ding Yuan Hou 定远侯)                                                                 |
| 12 | 班昭   | Ban Zhao (45-116) (Ban Huiban 班惠班, Cao Daijia 曹大家)                                                 |
| 13 | 赵娥   | Zhao E (c. 150-220) (Zhao E Qin 趙娥親)                                                                  |
| 14 | 孙策   | Sun Ce (175-200) (Jiang Dong Sun Lang 江东孙郎)                                                          |
| 15 | 诸葛亮 | Zhuge Liang (181-234) (Han Cheng Qiang 汉承相)                                                           |
| 16 | 焦孝然 | Jiao Xiao Ran (c. 481-221 a.C.) (Yin Shi 隐士)                                                           |
| 17 | 刘谌   | Liu Chen (c. 220-263) (Beidi Wang, Prince of Beidi 北地王)                                               |
| 18 | 羊祜   | Yang Hu (221-278) (Yang Shu Zi 羊叔子)                                                                   |
| 19 | 周处   | Zhou Chu (236-297)                                                                                       |
| 20 | 绿珠   | Lüzhu (ca.250-300)                                                                                       |
| 21 | 陶渊明 | Tao Yuanming (365-427)                                                                                   |
| 22 | 王猛   | Wang Meng (325-375) (Wang Jing Lue 王景略)                                                               |
| 23 | 謝安   | Xie An (320-385) (Xie Gong 谢公, Jin Tai Fu 晋太傅) (Xie Anshi 謝安石)                                   |
| 24 | 苏蕙   | Su Hui (351-381) (Su Ruo Lan 苏若兰)                                                                     |
| 25 | 花木兰 | Hua Mulan (c. 400-500)                                                                                   |
| 26 | 冼夫人 | Xian Fu Ren (c. 512-602) (Lady Xian) (Qiaoguo Fu Ren 谯国夫人)                                           |
| 27 | 武则天 | Wu Zetian (624-705) (Wu Zhao 武曌)                                                                       |
| 28 | 狄仁杰 | Di Renjie (Liang Gong 梁公) (630-700)                                                                    |
| 29 | 安金藏 | An Jincang (c. 600-800) (dai guo gong le gong an 代国公乐工安金藏)                                       |
| 30 | 郭子仪 | Guo Ziyi (697-781) (Shangfu Guo/changfu Guo, fen yang wang 尚父郭汾阳王)                                 |
| 31 | 李白   | Li Bai (701-762) (Li Tai Bai, Li po, Li Tai Po, Li Qing Lian, (Hao) Qinglian Jushi)                      |
| 32 | 李畢   | Li Bi (722-789) (Li Mi 李泌) (Liye Hou 李邺侯)                                                           |
| 33 | 张承业 | Zhang Chengye (846-922) (Tang Jian Jun 唐建军)                                                           |
| 34 | 冯道   | Feng Dao (882-954) (chang yue lao 长乐老)                                                                |
| 35 | 陳摶   | Chen Tuan (871-989) (Chen Chuan 陈抟, Chen Tunan, Xian Cheng (华山陈图南先生 hua shan chen tu nan xian)) |
| 36 | 钱镠   | Qian Liu (852-932) (Qian X), (吴越钱武肃王 wu yue qian wu su wang)                                       |
| 37 | 安民   | An Min (c. 1050-1125)                                                                                    |
| 38 | 陈东   | Chen Dong (1086-1127) (Tai Xue Lu 太学绿)                                                                |
| 39 | 岳飞   | Yue Fei (1103-1142) (Yue E Wang 岳鄂王)                                                                  |
| 40 | 文天祥 | Wen Tianxiang (1236-1283) (Wen Chengxiang 丞相)                                                          |

## Republicações selecionadas (chinês)
- Jin, Guliang (1996). Wu shuang pu. Shijiazhuang, China: Hebei Casa editora dos povos. ISBN 7531008157
- Jin, Guliang (2013). Wu shuang pu. Hefei, China: Anhui Casa editora dos povos. ISBN 7212060542

## Republicações selecionadas (inglês)
- Jacobs, Arno (2021). The Beauty of Chinese Porcelain, Symbolism and WuShuangPu. [S.l.: s.n.] ISBN 9798716899834

## Ligação externa
- Wu Shuang Pu no site de Baidu Baike